# استوارت استون (نیوهمپشایر)
استوارت استون (به انگلیسی: Stewartstown) یک منطقهٔ مسکونی در ایالات متحده آمریکا است که در شهرستان کوآس، نیوهمپشایر واقع شده‌است.
 استوارت استون ۱۲۱٫۲ کیلومتر مربع مساحت و ۱٬۰۰۴ نفر جمعیت دارد و ۳۶۰ متر بالاتر از سطح دریا واقع شده‌است.